# Degenerovaný graf

2-degenerovaný graf

Degenerovaný graf nebo k-degenerovaný graf je v teorii grafů graf, jehož každý podgraf obsahuje alespoň jeden vrchol stupně nejvýše k.

## Vlastnosti degenerovaného grafu
- chromatické číslo k-degenerovaného grafu je nejvýše k + 1[2]